# Портрет Андрея Ивановича Горчакова
«Портрет Андрея Ивановича Горчакова» — картина Джорджа Доу и его мастерской из Военной галереи Зимнего дворца.
Картина представляет собой погрудный портрет генерал-лейтенанта Андрея Ивановича Горчакова из состава Военной галереи Зимнего дворца.
С начала Отечественной войны 1812 года генерал-лейтенант князь Горчаков командовал авангардным корпусом 2-й Западной армии, в Бородинском сражении был тяжело ранен и в строй вернулся уже в 1813 году. В Заграничных походах 1813—1814 годов командовал сначала 8-м пехотным корпусом, а затем возглавил 1-й пехотный корпус, отличился в Битве народов под Лейпцигом и при взятии Парижа.
Изображён в генеральском вицмундире, введённом для пехотных генералов 7 мая 1817 года, на плечо наброшена шинель. На шее крест ордена Св. Георгия 2-го класса; справа на груди серебряная медаль «В память Отечественной войны 1812 года» на Андреевской ленте, кресты австрийского Военного ордена Марии Терезии 3-й степени, прусского ордена Красного орла 3-й степени и сардинского ордена Св. Маврикия и Лазаря, а также звёзды орденов Св. Александра Невского, Св. Георгия 2-го класса и Св. Владимира 1-й степени и шитая звезда ордена Св. Иоанна Иерусалимского. Подпись на раме: Князь А. И. Горчаковъ 1й, Генералъ Лейтенантъ.
Обстоятельства заказа и создания портрета не установлены, однако в архиве Инспекторского департамента Военного министерства имеется уведомление Горчакову от 11 января 1822 года: «Государь Император соизволил, чтоб портрет его был списан живописцем Давом, посему в случае бытности в Санкт-Петербурге, иметь свидание с сим художником». Готовый портрет был принят в Эрмитаж 7 сентября 1825 года.
В январе 1823 года в Лондоне фирмой Messrs Colnaghi по заказу петербургского книготорговца С. Флорана была напечатана датированная гравюра Генри Доу, снятая с галерейного портрета; один из сохранившихся отпечатков гравюры также имеется в собрании Эрмитажа (бумага, меццо-тинто, 66,5 × 48 см, инвентарный № ЭРГ-375) На этом основании (с учётом того, что портрет для снятия гравюры требовалось морем доставить в Лондон, а навигация в Санкт-Петербурге закрывается обычно в октябре), а также на основании уведомления Инспекторского департамента, можно сделать вывод, что портрет был исполнен в 1822 году.
В. М. Глинка высказал предположение, что в описываемое время Горчаков постоянно находился в Москве (он с начала 1820 года командовал 2-м пехотным корпусом), в столицу не приезжал, и соответственно сам так и не позировал Доу, а присылал ему для снятия копии свой портрет работы В. А. Тропинина, созданный в 1810-е годы. Этот портрет в настоящее время находится в собрании Костромского государственного историко-архитектурного художественного музея-заповедника (холст, масло, 31 × 24 см, инвентарный № Ж-19). При визуальном сравнении портреты работы Тропинина и Доу обнаруживают мало общего.

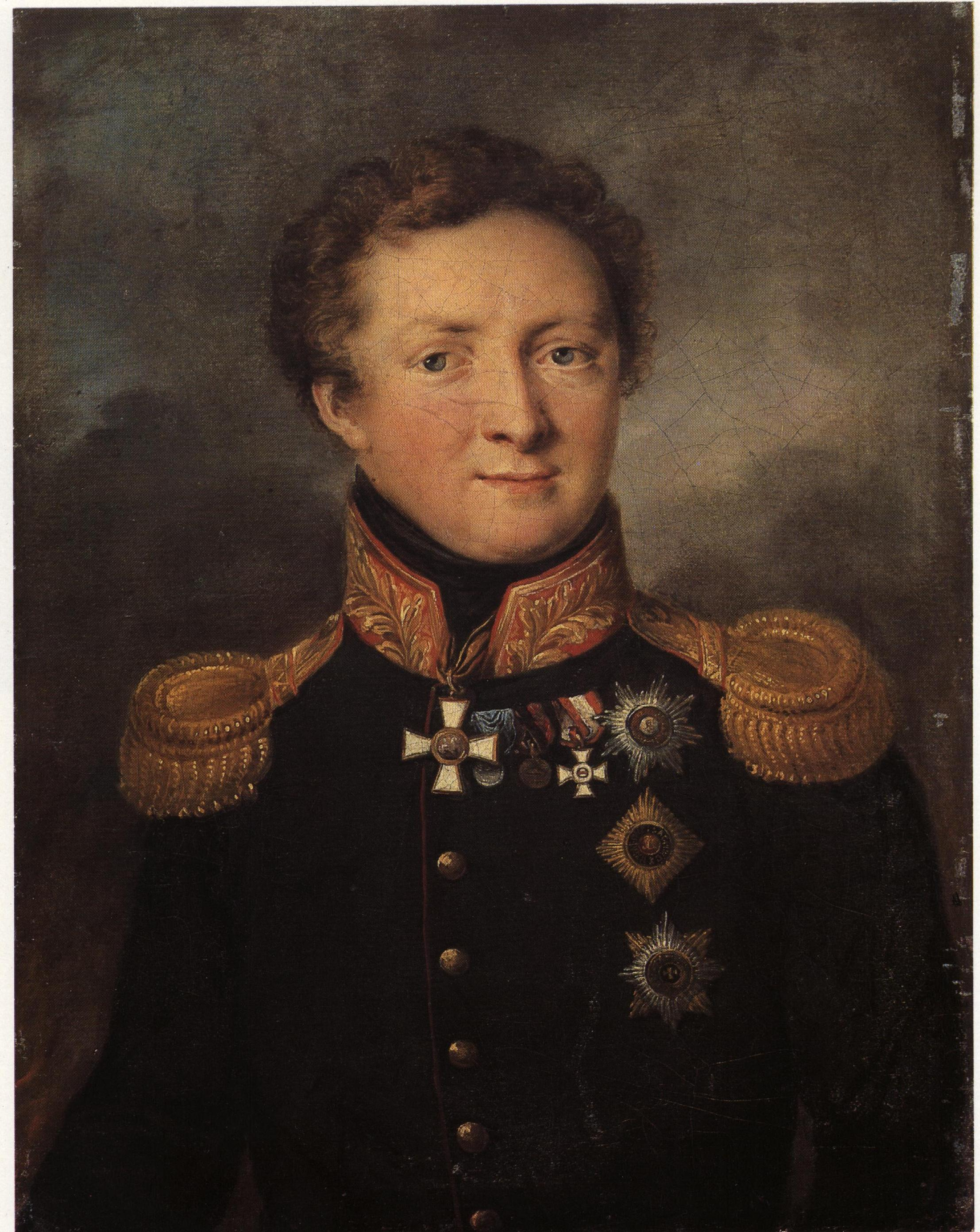
Портрет работы В. А. Тропинина
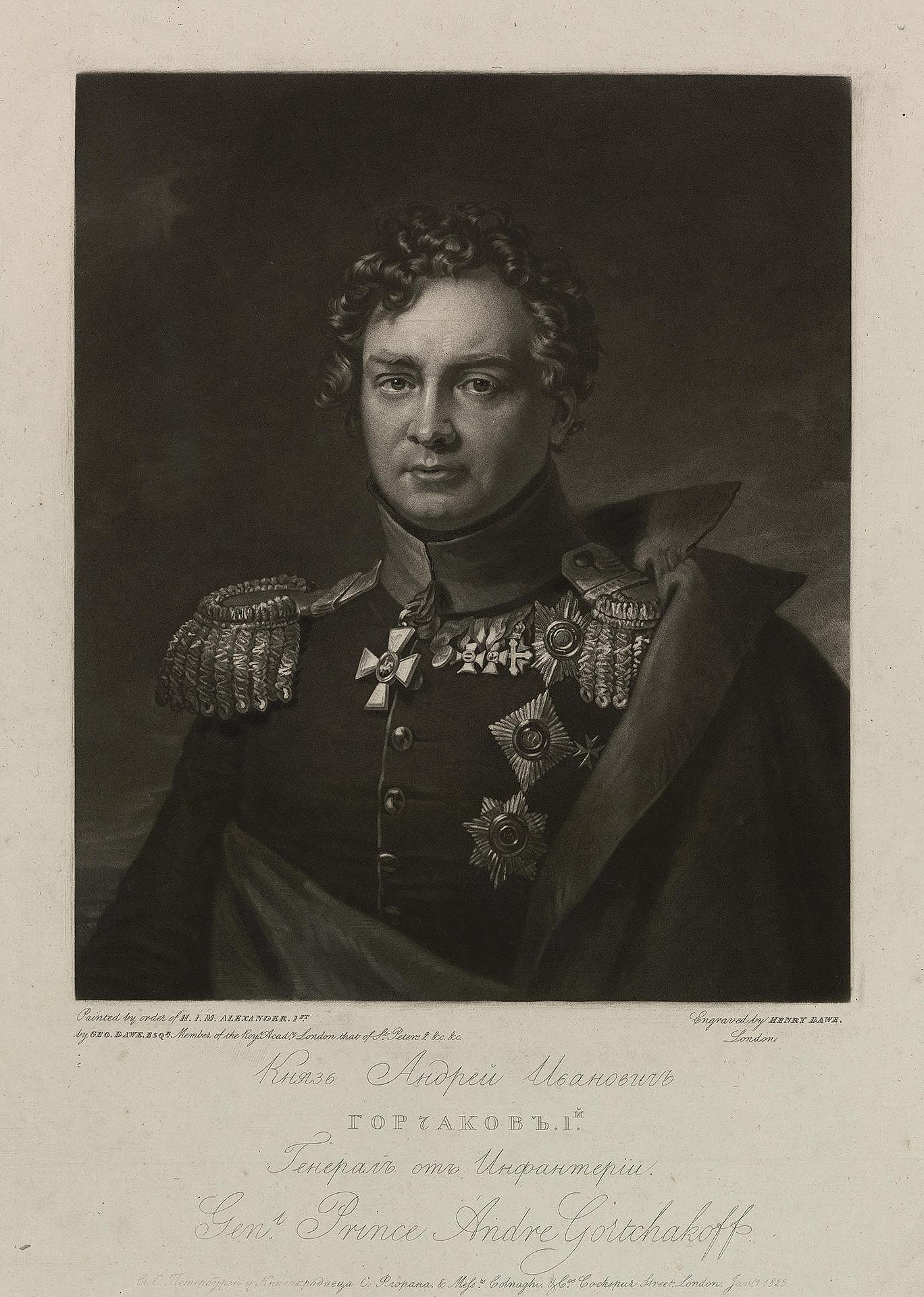
Гравюра работы Г. Доу